# Dmitri Zinovich
Bản mẫu:Eastern Slavic name
Dmitri Vasilyevich Zinovich (tiếng Nga: Дмитрий Васильевич Зинович, sinh ngày 19 tháng 5 năm 1989) là một cầu thủ bóng đá người Nga thi đấu ở vị trí tiền vệ cho FC Murom.

## Sự nghiệp
Zinovich ra mắt chuyên nghiệp cho F.K. Saturn Moskva Oblast vào ngày 14 tháng 7 năm 2010 trong trận đấu tại Cúp quốc gia Nga trước FC Sakhalin Yuzhno-Sakhalinsk.